# Rockin' Dopsie
Rockin' Dopsie (Carencro, 10 februari 1932 – Opelousas, 26 augustus 1993), was een Amerikaanse zydecozanger en accordeonist die eerst succes had in Europa en later in de Verenigde Staten. Hij speelde accordeon op "That Was Your Mother" op het album Graceland (1986) van Paul Simon.

## Biografie
Rockin' Dopsie werd geboren als Alton Jay Rubin, zoon van Walter Rubin, die accordeon speelde op lokale dansfeesten. De eerste taal van Alton Rubin was creools Frans. Hij kreeg zijn eerste accordeon op 14-jarige leeftijd en leerde, omdat hij linkshandig was, deze ondersteboven bespelen. Hij begon op te treden op lokale feesten en overtrof al snel de capaciteiten van zijn vader. Hij verhuisde op 19-jarige leeftijd met zijn ouders naar Lafayette in Louisiana, en begon halverwege de jaren vijftig in clubs te spelen met zijn neef Chester Zeno op wasbord. Hij ontleende zijn artiestennaam aan een bezoekende danser genaamd Doopsie (en sprak zijn eigen naam op dezelfde manier uit). Naast zijn muziek werkte hij overdag als elektricien.
Dopsie speelde dansmuziek, integreerde R&B-invloeden in zydeco en coverde soms R&B-hits in zydeco-stijl. Hij trad op in Louisiana en nam in de jaren 1950 en 1960 af en toe op voor kleine onafhankelijke labels. In 1976 speelde hij op het New Orleans Jazz and Heritage Festival en kreeg hij een contract bij het Zweedse platenlabel Sonet, dat in 1976 zijn eerste album Doin 'The Zydeco uitbracht. Vanaf 1979 toerde hij regelmatig door Europa met zijn groep de Twisters, en zijn populariteit daar leidde ertoe dat hij eind jaren 1970 en begin jaren 1980 een reeks albums opnam voor Sonet.
In de jaren tachtig begon hij aandacht te krijgen in de VS. Hij speelde accordeon op het door zydeco beïnvloede nummer "That Was Your Mother" op het Graceland-album van Paul Simon in 1986. Hij nam in 1987 het album Crowned Prince Of Zydeco op. Voor zijn laatste album uit 1991 Louisiana Music kreeg hij een Grammy Award-nominatie. Dopsie nam ook op met Cyndi Lauper en met Bob Dylan speelde hij in "Where Teardrops Fall" van Dylans album Oh Mercy. Hij verscheen in 1992 in de film Delta Heat. Hij stierf aan een hartaanval in 1993 op 61-jarige leeftijd. Hij werd begraven op Calvary Cemetery in Lafayette.